# Svarttjärnen (Karlskoga socken, Värmland, vid Mell-Ämten)
Svarttjärnen är en sjö i Karlskoga kommun i Värmland och ingår i Göta älvs huvudavrinningsområde. Sjön är 9,7 meter djup, har en yta på 0,026 kvadratkilometer och befinner sig 1 meter över havet.